# Pekelník (Mała Fatra)
Pekelník (1609 m) – szczyt pasma górskiego Mała Fatra w Centralnych Karpatach Zachodnich na Słowacji. Znajduje się w głównej grani  Małej Fatry Krywańskiej, pomiędzy Wielkim Krywaniem (1709 m) a przełęczą Bublen (1510 m). Ma długi i płaski wierzchołek o równoleżnikowym przebiegu. Stoki południowe opadają do doliny potoku Studenec, północne do Doliny za Kraviarskym.
Pekelník jest bezleśny, trawiasty. Wskutek wielowiekowego pasterstwa naturalna granica piętra halnego została tutaj sztucznie obniżona. Dzięki temu z całej grani rozciąga się szeroka panorama widokowa. Granią Pekelnika prowadzi czerwony szlak turystyczny, jest to odcinek międzynarodowego szlaku pieszego E 3.

## Szlak turystyczny
odcinek: Nezbudská Lúčka – Podhradské – Chata pod Suchým – sedlo Príslop pod Suchým – Javorina – Suchý – sedlo Vráta – Stratenec – sedlo Priehyb – Mały Krywań – Koniarky – Bublen –  Pekelník – Wielki Krywań – Snilovské sedlo. Czas przejścia: 7.10 h, ↓ 6.25 h